# ゴンサレス姉妹
ゴンサレス姉妹（ゴンザレスしまい）ことデルフィナ・ゴンサレス・バレンスエラ（Delfina González Valenzuela、1912年 - 1970年10月17日）とマリア・デ・ヘスス・ゴンサレス・バレンスエラ （María de Jesús González Valenzuela、生没年不詳）はメキシコのグアナフアト出身の二人の殺人犯の姉妹。
姉妹はランチョ・エル・アンヘル(Rancho El Ángel、天使牧場)という売春宿を経営しており、「地獄からの売春宿」と呼ばれていた。彼女たちが殺人を行ったものとして主に挙げられているが、殺人を幇助していたさらに二人の姉妹のマリア・デル・カルメン・ゴンサレス・バレンスエラ（María del Carmen González Valenzuela、1918年 - 1949年）とマリア・ルイーサ・ゴンサレス・バレンスエラ（María Luisa "Eva" González Valenzuela、1920年 - 1984年11月19日）がいる。
グアナフアト地域で若い女性が誘拐されていた事件で、警察はジョセフィナ・グティエレスという売春斡旋人を逮捕し、彼女がこの姉妹のことを自供した。警察は踏み込み捜査により、11人の男性の死体と、80人もの女性の遺体と数人の胎児の遺体を発見した。捜査により、彼女たちが求人広告により売春婦を手に入れているということがわかった。それらの女性は病気にかかったり、美しさを失ったり、やめようとしたものの、彼女たちによって殺された。さらに彼女は大金を持っている客をも殺害していた。
1964年に行われた審理で姉妹はそれぞれ懲役40年を求刑された。姉のデルフィナは刑期中に事故で死亡し、妹のマリアは刑期を終えて出所したが、その後の行方は分かっていない。カルメンは刑務所内で癌によって死亡し、マリア・ルイーサは抗議者たちに殺されることを恐れるがあまりに気が変になってしまったといわれ、1984年に死去した。
メキシコの作家であるホルヘ・イバルグエンゴイティア (Jorge Ibargüengoitia) は、この姉妹とその事件をテーマにした本を執筆し、1977年に出版されている。